# Фульвета гірська
Фульве́та гірська (Fulvetta striaticollis) — вид горобцеподібних птахів родини суторових (Paradoxornithidae). Ендемік Китаю.

## Опис
Довжина птаха становить 11,5 см, враховуючи довгий хвіст. Верхня частина тіла сірувато-коричнева, нижня частина тіла білувата. Горло і груди поцятковані коричневими смужками. Очі білуваті, дзьоб коричневий, вузький, дещо вигнутий. У молодих птахів верхня частина тіла дещо темніша, а нижня частина тіла світліша.

## Поширення і екологія
Гірські фульвети мешкають в гірських районах на півдні Центрального Китаю, від південно-західного Ганьсу до південно-східного Цинхаю, Сичуаню і північно-західного Юньнаню. Вони живуть у гірських дубових і рододендронових лісах та у високогірних чагарникових і бамбукових заростях. Зустрічаються парами або невеликими зграйками, на висоті від 2200 до 4300 м над рівнем моря. Імовірно, живляться комахами та іншими безхребетними. Гніздяться у липні-серпні, в Тибеті у червні-липні. В кладці 4 яйця.